# Chachapoya

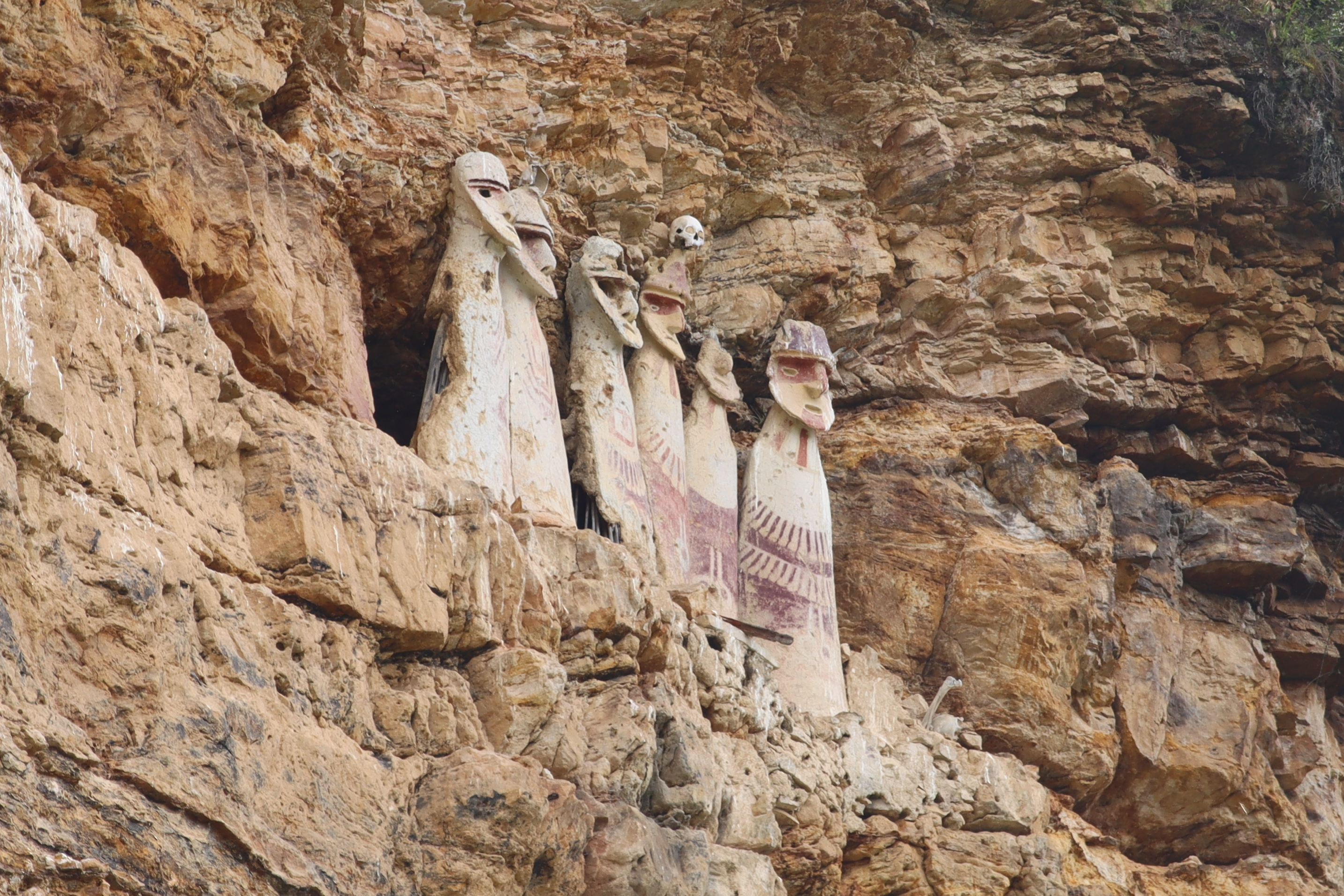
Sicrie ale culturii Chachapoya (Karajía)

Chachapoya (numiți și oamenii norilor) trăiau în Munții Anzi la peste 3000 metri altitudine. Civilizația lor se caracteriza prin faptul că își îngropau morții în zidurile propriilor case, pentru că nu aveau cimitire. Fețele celor decedați sunt foarte expresive, exprimă teama sau frica și sunt orientate în diferite poziții deosebite (o mână sus, una jos, capul într-o parte etc.). Au fost cuceriți și distruși de imperiul Inca, care îi considerau vrăjitori.